# Como México no hay dos
Como México no hay dos es una película de drama mexicana de 1981 dirigida por Rafael Villaseñor Kuri y protagonizada por Vicente Fernández, Blanca Guerra, Roberto «Flaco» Guzmán y Héctor Suárez.

## Sinopsis
Valente Fierro González (Vicente Fernández) es un campesino sencillo y de vida humilde que posteriormente se convierte en una estrella musical, pero no sabe manejar el triunfo y el éxito que consigue, terminando su vida con un desenlace inesperado.

## Reparto
- Vicente Fernández como Valente Fierro González
- Héctor Suárez como Manuel
- Blanca Guerra como Lupe
- Roberto "Flaco" Guzmán como Pepe
- Eduardo de la Peña
- Angélica Chaín
- Amparo Muñoz como Silvia Escandon
- Carlos López Moctezuma como Don Antonio
- Eleazar García "Chelelo"
- Humberto Elizondo como Miguel
- Leopoldo Salazar
- Jesús Gómez
- Carlos Villarreal
- Jorge Dávila
- Fernando Pinkus
- Leandro Espinosa
- Oscar Traven
- Adalberto Martínez "Resortes"
- José Luis Avendaño
- Rigoberto Carmona
- Milton Rodríguez
- Sara García
- Kitty de Hoyos
- Tito Junco
- Patricia Rivera
- Tere Álvarez
- Ricardo Carrión
- Felipe Arriaga
- Mariana Rosales